# 迪·布朗 (1968年)
德科万·卡戴尔·“迪”·布朗（英語：DeCovan Kadell "Dee" Brown，1968年11月29日—），美國職業籃球運動員，曾在NBA打過12個球季（1990～2002），加入過波士頓塞爾提克、多倫多暴龍以及奧蘭多魔術。

## 生平

### NBA生涯
布朗身高6呎1吋（185公分），來自傑克遜維爾大學，於1990年NBA選秀大會在第一輪第19順位被波士頓塞爾提克選中。新人球季平均8.7分被選入NBA最佳新秀陣容第一隊，更在當年NBA灌籃大賽以「單手遮眼扣篮」一舉奪下冠軍。之後獲得先發機會，得分數據有顯著的上升。在塞爾提克打了7個半球季後於1998年被交易至多倫多暴龍，而後作為自由球員與奧蘭多魔術簽約，於2002年3月29日被魔術隊釋出。

### 教練生涯
布朗之後轉任教練，一開始在WNBA擔任奧蘭多奇蹟總教練，之後換到聖安東尼奧銀星。2004年，他在ESPN的真人實境秀Dream Job中擊敗馬特·布拉德，獲得一年的球賽分析師職位，之後又當了ESPN節目City Slam!的主持人。
2005年，布朗成立一個名為EDGE Basketball的夏季籃球訓練營，招募訓練中學生年紀的年輕籃球員。
2009年7月29日，布朗擔任NBA發展聯盟春田裝甲總教練同時擔任球隊總管。在他擔任總教練的兩個球季，球隊戰績只有慘澹的7勝43敗（勝率14％）以及13勝37敗(勝率26％)，兩季總和20勝80敗（勝率20％）。
2011年9月，布朗宣佈他將加入底特律活塞擔任助理教練輔佐勞倫斯·法蘭克。
2011年11月，2K Sports宣佈布朗等其他44名NBA傳奇人物將作為NBA 2K12的追加下載內容。
2013年7月9日，布朗加入沙加緬度國王擔任助理教練並指導球員發展。
2015年8月，擔任Nike打出名堂活動執行教練。

## 資料來源
1. ↑  .   [2014-08-29]. （原始内容存档于2012-11-08）.
2. ↑  .   [2014-08-29]. （原始内容存档于2016-08-17）.
3. ↑  .   [2014-08-29]. （原始内容存档于2014-04-08）.
4. ↑  .   [2009-09-04]. （原始内容存档于2009-09-06）.
5. ↑  .   [2014-08-29]. （原始内容存档于2011-09-24）.
6. ↑  Thomas, Jeff. . Springfield Republican. 12 September 2011  [14 September 2011]. （原始内容存档于2014-04-08）.
7. ↑  .   [2014-08-29]. （原始内容存档于2016-03-05）.
8. ↑  .   [2014-08-29]. （原始内容存档于2014-08-15）.
9. ↑  .   [2013-07-11]. （原始内容存档于2013-07-15）.

## 外部連結
- 迪·布朗在NBA（英语）
- 迪·布朗在Basketball-Reference.com（NBA）（英语）
- 迪·布朗在Sports-Reference.com（NCAA）（英语）
- 迪·布朗在Eurobasket.com（球員）（英语）
- 迪·布朗在Proballers（英语）
- 迪·布朗在RealGM（英语）
- 迪·布朗在Basketball-Reference.com（NBA教練）（英语）
- 迪·布朗在Basketball-Reference.com（WNBA教練）（英语）
- 迪·布朗在Eurobasket.com（教練）（英语）